# Premi Nobel de la Pau
El Premi Nobel de la Pau és un dels Premis Nobel que s'atorguen anualment. Seguint la voluntat d'Alfred Nobel, el premi s'atorga «a la persona que ha fet el màxim o el millor treball per la fraternitat entre nacions, per l'abolició o la reducció dels exèrcits d'armes i per la promoció dels congressos de pau».
El guanyador és decidit pel Comitè Nobel Noruec del Parlament Noruec i el premi s'entrega a Oslo (Noruega), mentre que la resta de premis s'atorguen a Estocolm (Suècia). Des de la dècada del 1990, l'atorgament del Premi Nobel de la Pau va seguit del Concert del Premi Nobel de la Pau, realitzat en honor del guardonat o guardonats i en presència d'estrelles de la música mundial.
El guardó està dotat actualment amb 10 milions de corones sueques (aproximadament un milió d'euros).